# Бенджамін Джоель
Бенджамін (Веnjаmіn) Джоель Лоренс (нар. 11.03.1965, Нью-Йорк) - шахіст США, міжнародний гросмейстер (1986). 

## Результати
Ело 2002- 2609
85 у списку 100 найкращих шахістів світу. 
У чемпіонаті світу серед юнаків
1982 - 3-7-ме місце
Шахова олімпіада 
| ЗАГАЛЬНА СТАТИСТИКА |                 |      |      |    |    |    |      |                  |
| К-сть               | Роки            | Очки | Ігри | +  | =  | -  | %    | здобутих медалей |
| К-сть               | Роки            | Очки | Ігри | +  | =  | -  | %    | команда          |
| 6                   | 1988-1996, 2002 | 32½  | 54   | 21 | 23 | 10 | 60.2 | 0 - 1 - 1        |

СТАТИСТИКА РІК ЗА РОКОМ
| Рік      | Титул | Країна | Ело  | Очки | Ігри | + | = | - | %    |  |
| Рік      | Титул | Країна | Ело  | Очки | Ігри | + | = | - | %    |  |
| 2002 рік | GM    | США    | 2609 | 3    | 8    | 2 | 2 | 4 | 37.5 |  |
| 1996 рік | GM    | США    | 2565 | 5    | 8    | 3 | 4 | 1 | 62.5 |  |
| 1994 рік | GM    | США    | 2610 | 6½   | 11   | 5 | 3 | 3 | 59.1 |  |
| 1992 рік | GM    | США    | 2555 | 5½   | 8    | 4 | 3 | 1 | 68.8 |  |
| 1990 рік | GM    | США    | 2560 | 5    | 8    | 3 | 4 | 1 | 62.5 |  |
| 1988 рік | GM    | США    | 2560 | 7½   | 11   | 4 | 7 | 0 | 68.2 |  |

У чемпіонатах США:
1985 (2 місце),
1986 (2-3 місце),
1987 (1-2 місце), 
1999 (2-4 місце в групі «Б»).
Учасник міжзонального турніру в Сіраці 1987 (9-10 місце), чемпіонату світу за версією ФІДЕ в Делі 2000.
Найкращі результати в інших міжнародних змаганнях:
Нью-Йорк 1979, лютий (1місце);
1981, липень (1-4 місце);
1982, березень (3-5 місце);
Гастингс 1984-1985 (2-5 місце); 
Торонто 1985 (3-5 місце); 
Голлівуд 1985 (1-3 місце); 
1983 виграв матч у Н. Шорта(+4, - 0, =3);
Філадельфія 1999 (1-10 місце), 2001 (2-7 місце); 
Фоксвуд 2002 (1-6 місце).
Джоель Бенджамін знявсяся у фільмах: 
- «В пошуках Боббі Фішера»

- «Гра закінчена: людина проти  машини».[5]